# A Room with a View (boek)
A Room with a View is een roman geschreven door de Engelse auteur E.M. Forster en gepubliceerd in 1908. Het verhaal speelt zich af in het begin van de twintigste eeuw en volgt het leven van Lucy Honeychurch, een jonge vrouw uit de welvarend gezin in het ingetogen Edwardiaanse Engeland. De plot ontvouwt zich in zowel Italië als Engeland en combineert romantiek met een kijk op de Engelse samenleving van die tijd. De hoofdpersonages, waaronder Lucy, worden geconfronteerd met sociale verwachtingen en ontdekken de complexiteit van liefde en onafhankelijkheid.
Het boek kreeg erkenning en werd in 1985 succesvol verfilmd door James Ivory.